# Шрётер, Виктор Александрович
Ви́ктор Алекса́ндрович Шрётер (27 апреля [9 мая] 1839, Санкт-Петербург — 16 [29] апреля 1901, Санкт-Петербург) — российский архитектор немецкого происхождения, академик и профессор архитектуры Императорской Академии художеств.

## Биография
По происхождению из балтийских немцев, отец — Александр Готлиб Шрётер (нем. Alexander Gottlieb Schröter).
Получив первоначальное образование (1851—1856) в немецком училище при лютеранской церкви св. Петра (Петришуле), прошёл курс Императорской Академии художеств и был выпущен из неё со званием внеклассного художника; учился год в частной мастерской архитектора Л. Л. Бонштедта; затем (1856—1862) обучался в Берлинской академии художеств. При окончании обучения в ней он получил редкую для иностранцев награду — золотую медаль.
В 1858 году принят в Берлинский союз архитекторов (нем. Berliner Architekten-Verein). Путешествовал и изучал архитектуру Германии, Бельгии, Франции, Швейцарии, Италии, Австрии. После возвращения в Санкт-Петербург был вскоре приглашён в преподаватели Строительного училища, впоследствии преобразованного в Институт гражданских инженеров.
В 1862 году за представленные академии художеств свои работы удостоен звания художника XIV класса и в 1864 году, за составленный по заданной программе проект здания думы для столичного города, признан академиком архитектуры. С этого времени он занял видное место среди петербургских архитекторов не только как теоретик, но и как практик.
Имел награды: орден Святого Владимира 3-й степени (1883). В знак благодарности за работы по перестройке и расширению Мариинского театра архитектору подарили уникальную модель театра, выполненную в серебре, которую во время блокады передала для переплавки на нужды города его дочь Мария. 
Оставаясь почти до конца своей жизни профессором Института гражданских инженеров, Шрётер состоял на государственной службе с 1867 года. 30 августа 1886 года получил чин действительного статского советника, позднее — чин действительного тайного советника. Состоял старшим архитектором департамента уделов, главным архитектором дирекции Императорских театров, помощником инспектора строительного отдела при Кабинете Его Величества, был членом разных комиссий и принимал деятельное участие в учреждении и трудах Петербургского Общества архитекторов и некоторое время редактировал его литературный орган, «Зодчий». Любимый стиль Шрётера был немецкий ренессанс.
В 1869 году в день своего 30-летия В. Шрётер женился на Марии Христине Ниссен (Marie Christine Nissen, 25.06.1844—4.06.1924), у них было восемь детей, из которых сыновья Отто и Георгий стали архитекторами, а дочь Мария — художником. Дочь Анна (Anna Ida Antonie Schröter) родилась 8.09.1877 в Санкт-Петербурге, скончалась 18.12.1940 в Нойштадте в Восточной Пруссии (ныне Вейхерово в Польше).
Скончался 16 (29) апреля 1901 года после продолжительной болезни. Похоронен на Смоленском лютеранском кладбище.

## Адреса
- 1858—1860 — Берлин, Георгенштрасе (нем. Georgenstraße), 19a.
- 1891—1901 — Санкт-Петербург, набережная реки Мойки, 114 — особняк архитектора.

## Проекты
Представитель рационального направления историзма. Зарекомендовал себя добросовестным мастером, стремящимся «строить солидно, а вместе с тем экономно». Кроме постройки многих частных домов, в которых он первый в России стал облицовывать фасады, без штукатурки, обожжённым в сильном огне кирпичом и естественным камнем («кирпичный стиль»), им проявлена обширная деятельность по разным другим строительным предприятиям. Он принимал большое участие в сооружении дворца великого князя Владимира Александровича (ныне Дом учёных, Дворцовая набережная, 26; 1867—1885), составил проекты театров в Киеве, Иркутске, Нижнем Новгороде и Тифлисе и православной церкви в Киссингене, проектировал грандиозное театральное здание, предполагавшееся к возведению на Марсовом поле, перестроил фасад Мариинского театра после пожара в 1880-х годов, соорудил вокзал в Одессе и т. д.

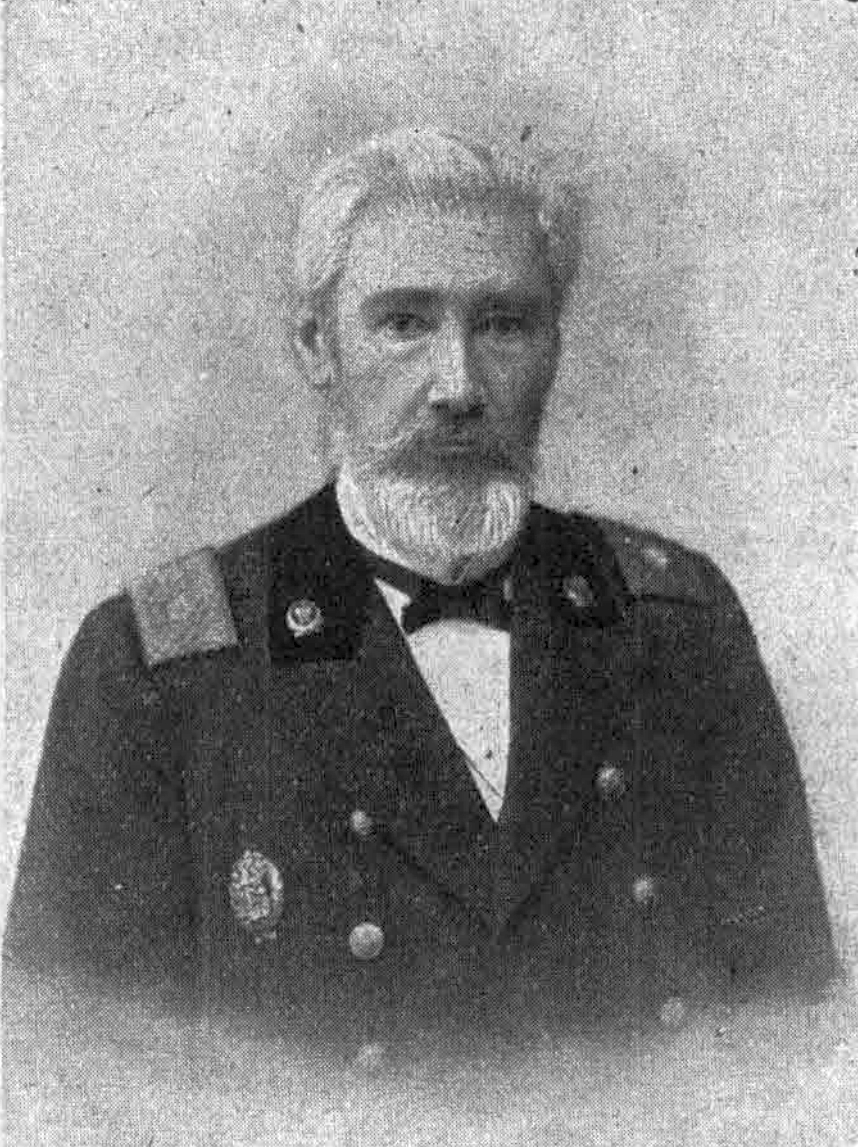
В. А. Шрётер, 1901

### В Санкт-Петербурге
- Александринская площадь (ныне площадь Островского) — памятник Екатерине II. Совместно с Д. И. Гриммом по проекту М. О. Микешина. Скульпторы А. М. Опекушин, М. А. Чижов. 1862—1873
- Московский проспект, д. № 95 — здание богадельни Мещанского общества. 1864—1870. Совместно с Э. К. Вергеймом.
- Екатерингофский проспект (ныне проспект Римского-Корсакова), д. № 23/Большая Подьяческая улица, д. № 18 — доходный дом. Перестройка. 1868—1869.
- Большая Морская улица, д. № 19 — здание торгового дома И. А. Кумберга. Перестройка. 1868—1869. (Перестроено).
- Гороховая улица, д. № 46 — доходный дом. Перестройка. 1871—1872. Совместно с И. С. Китнером.
- Набережная Фонтанки, д. № 183/улица Лабутина, д. № 34/Калинкин переулок, д. № 1 — доходный дом и фабрика шелковых изделий А. И. Ниссена. 1872—1873. Совместно с И. С. Китнером.

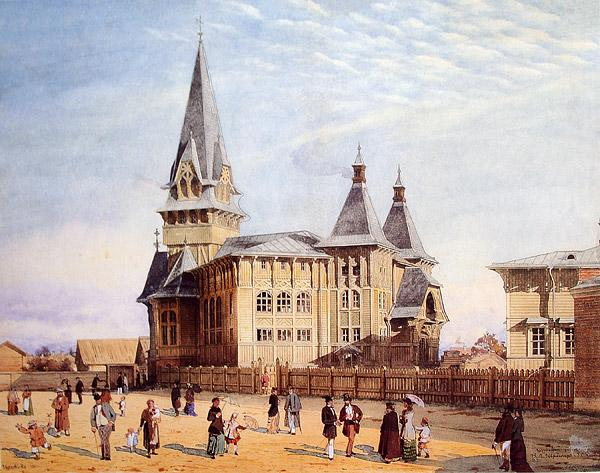
А. Н. Бенуа. Лютеранская церковь святой Марии на Петербургской стороне; перспективный вид. 1881 год

- Сытнинская улица, д. № 11/Кронверкская улица, д. № 6 — лютеранская церковь Марии и здание училища. 1872—1874. Совместно с И. С. Китнером. (Не сохранились).
- 2-я линия, д. № 9 — улица Репина, д. № 10 — доходный дом В. Ф. Штрауса. 1873—1874. Совместно с И. С. Китнером.
- Моховая улица, д. № 3 — особняк М. М. Устинова. Перестройка. 1875.
- Почтамтская улица, д. № 11 — доходный дом. Перестройка. 1875—1876.
- Улица Чайковского, д. № 65-67 — доходный дом. Расширение. 1875—1876, 1885.
- Улица Марата, д. № 66/Социалистическая улица, д. № 22 — доходный дом А. О. Мейера. 1876.
- Кавалергардская улица, д. № 20 — доходный дом. 1876—1877. (Надстроен).
- Площадь Островского, д. № 7 — здание Санкт-Петербургского городского кредитного общества. Первоначальный проект позже был доработан Э. Ф. Крюгером и осуществлен Э. Г. Юргенсом. 1876—1879 годы.
- Проспект Римского-Корсакова, д. № 33 — доходный дом Г. Ф. Вучиховского. 1877.
- Моховая улица, д. № 28 — доходный дом А. И. Резанова. 1878. Совместно с И. С. Китнером. (Надстроен).
- 1-я линия, д. № 4 — улица Репина, д. № 3 — особняк Г. А. Корпуса. Перестройка и расширение. 1879.
- Английский проспект, д. № 6 — особняк А. К. Пампеля. 1880—1881.
- Малая Морская улица, д. № 11 — здание фирмы москательных товаров «Штоль и Шмит». 1880—1881.
- Подольская улица, д. № 2, правая часть — сиротский дом и училище при Латышской церкви. 1881—1882. (Надстроен).
- Зоологический переулок, д. № 1-3, левая часть — доходный дом А. А. Шрётера. 1881—1882.
- 17-я линия, д. № 20 — особняк Х. И. Лоргуса. 1882.
- Большая Подьяческая улица, д. № 20 — декорационный зал и магазин Дирекции императорских театров. Перестройка. 1883—1884.
- Переулок Матвеева, д. № 3, двор — здание склада Дирекции императорских театров. 1883—1885.
- Театральная площадь, д. № 1 — здание Мариинского театра. Перестройка и расширение. 1883—1886, 1894—1896. (Расширено и реконструировано).
- Загородный проспект, д. № 39 -Гороховая улица, д. № 79 — доходный дом В. А. Ратькова-Рожнова. Первоначальный проект. 1884. Построен в 1885—1886 Л. Н. Бенуа.
- Большая Морская улица, д. № 32 — здание Русского для внешней торговли банка. 1887—1888.
- Большой проспект Васильевского острова, д. № 77/23-я линия, д. № 14-16 — комплекс зданий больницы Биржевого купечества в память Александра II. 1887—1889. (Расширен).
- Галерная улица, д. № 65[6] — особняк С. В. Линдес. 1888.
- Улица Салтыкова-Щедрина, д. № 8, двор — гимнастический и рекреационный зал школы при церкви Святой Анны. 1888.
- Английская набережная, д. № 38/Галерная улица, д. № 39/Площадь Труда, д. № 1 — доходный дом А. Ф. Кларка. Перестройка и расширение. 1889—1890. (Надстроен).
- Мариинский театр. Восстановление после пожара, перестройка фасада. 1880-е.

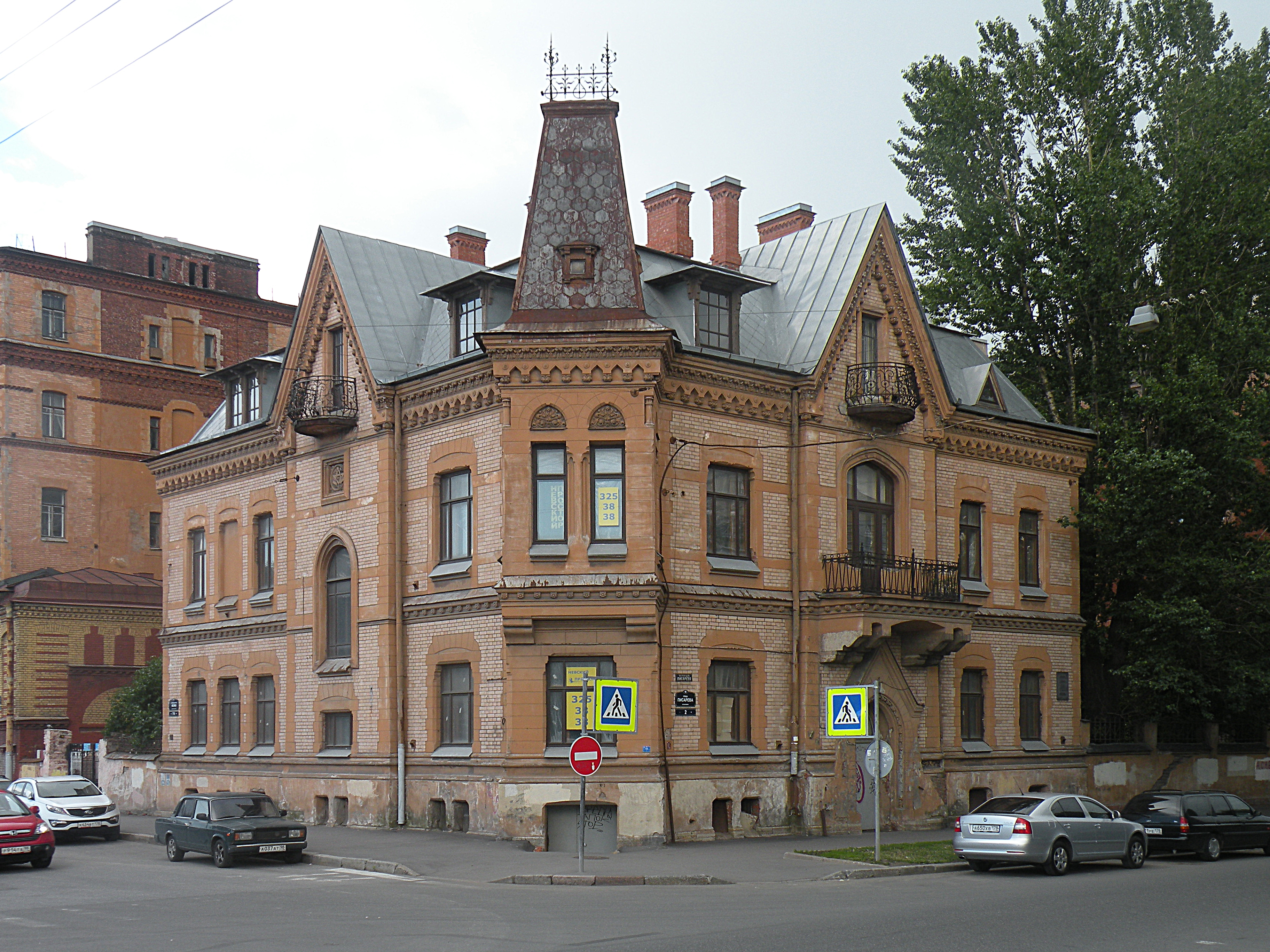
Особняк В. А. Шрётера

- Набережная реки Мойки, д. № 114/улица Писарева, д. № 2 — особняк В. А. Шрётера. 1890—1891.  памятник архитектуры
- Улица Писарева, д. № 4 — доходный дом В. А. Шрётера. 1891—1892.
- Набережная канала Грибоедова, д. № 34/Банковский переулок, д. № 1/Москательный переулок, д. № 2 — доходный дом. Перестройка. 1891—1892.
- Лесной проспект, д. № 20, корпуса 3-5, д. № 11 — жилые дома завода «Людвиг Нобель». 1893—1895.
- Большой Сампсониевский проспект, д. № 28, двор — производственные здания завода «Людвиг Нобель». 1893—1896.
- Вознесенский проспект, д. № 39 — здание театрального декорационного зала и экипажного заведения. 1894, 1897.
- Проспект Римского-Корсакова, д. № 107 — доходный дом. 1895.
- Выборгская набережная, д. № 5 — здание музея Русского хирургического общества в память Н. И. Пирогова. Перестройка. 1895—1896. (Не сохранилось).
- Моховая улица, д. № 40 — здание Главного управления уделов. 1895—1897, 1900. (Надстроено).
- Набережная реки Мойки, д. № 112 — доходный дом В. А. Шретера. 1897—1899.
- Невский проспект, д. № 90-92, двор, центральный и западный корпуса — доходные дома. 1898—1899.
- Фонтанная улица, д. № 6/Виленский переулок, д. № 15 — казармы лейб-гвардии Преображенского полка. 1899. (?)
- Московский проспект, д. № 100 — надгробный памятник Д. Д. и А. А. Соколовых на Новодевичьем кладбище. 1899.
- Набережная реки Смоленки, д. № 9 — надгробный памятник Ниссенов на Смоленском лютеранском кладбище. 1890-е.
- Итальянская улица, д. № 9/Михайловская улица, д. № 2 — реконструкция здания Дворянского собрания. Проект −1894. Осуществлена в 1899—1900 А. П. Максимовым. (Тамбур не сохранился).
- Улица Писарева, д. № 20 — декорационный магазин и зал Дирекции императорских театров. 1900.
- Улица Писарева, д. № 10 — особняк Ф. Г. Козлянинова. Расширение. 1900.

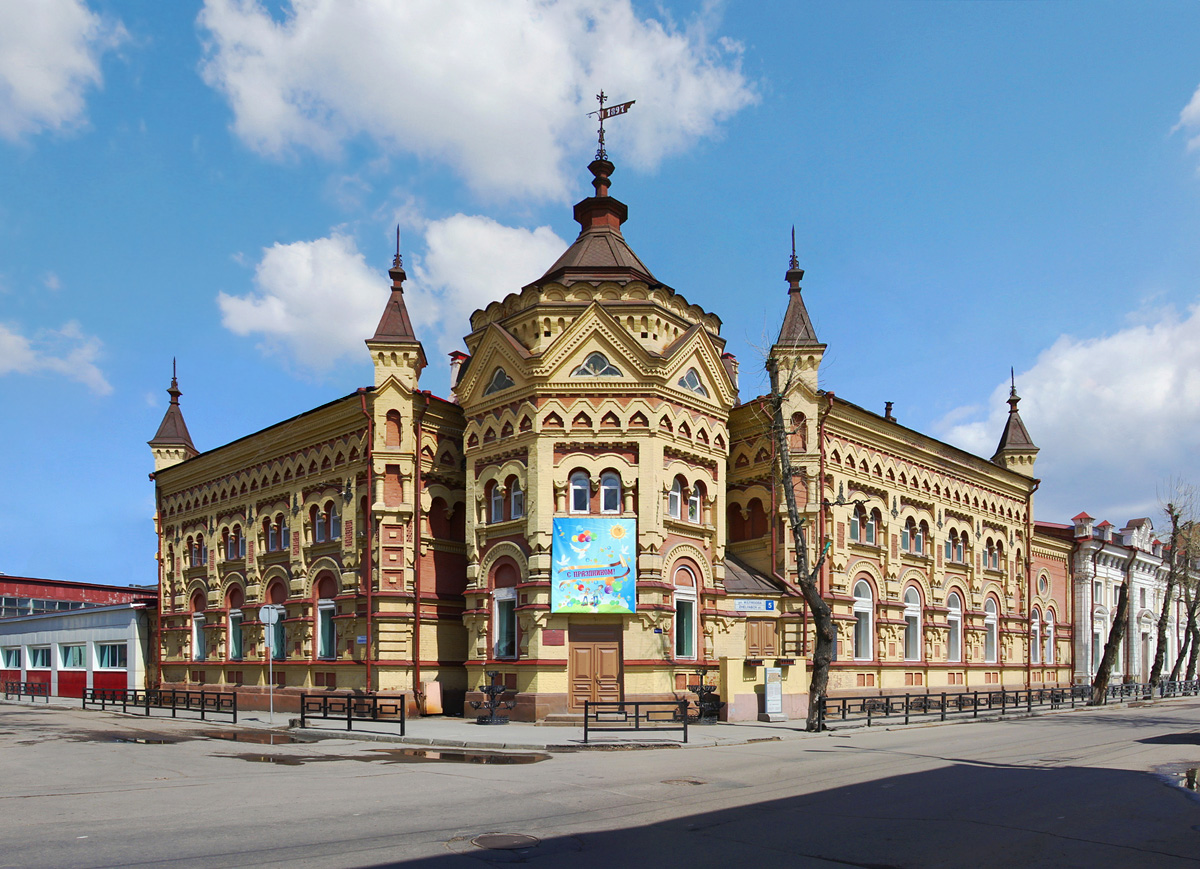
Дом Второва в Иркутске (1897)

#### Нереализованные проекты
- Здание театра на Марсовом поле.

### В других населённых пунктах

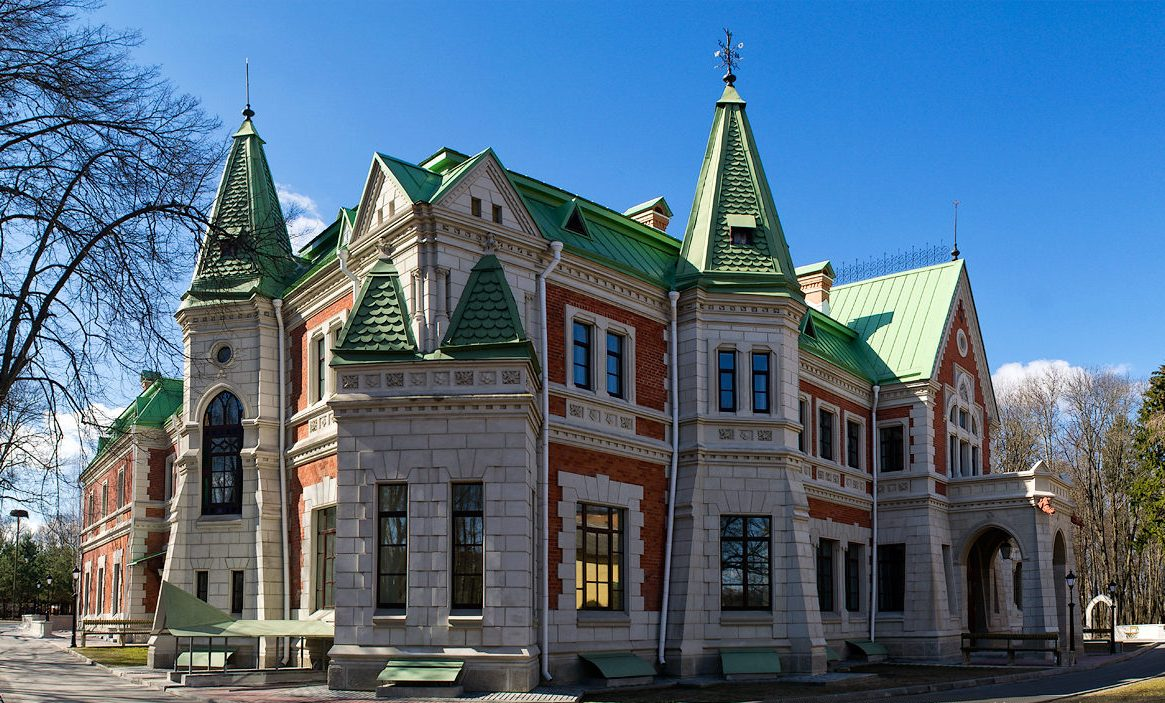
Усадьба Козелл-Поклевских в Красный Берег

- Театр в Рыбинске (1876, не сохранился).
- Здание железнодорожной станции в Одессе (1879, не сохранилось).
- Здание Нижегородского театра драмы (1894).
- Грузинский театр оперы и балета в Тбилиси (1896)[7]
- Церковь Сергия Радонежского (Бад-Киссинген) (проект 1897—1898, построена в 1898—1901).
- Иркутский драматический театр (1897).
- Городской (Оперный) театр в Киеве. В. А. Шрётер был автором проекта, занявшего 1-е место на международном конкурсе (1897). Он составил чертежи, согласно которым под руководством В. Н. Николаева в 1898—1901 годах было выстроено театральное здание.
- Бывший особняк Субботина-Шихобалова в неоренессансном стиле, построен в 1877 году в Самаре, с 1906 по 1910 год дом был резиденцией самарского губернатора.
- Римско-католический костёл в Рязани (1894)
- Усадьба Козелл-Поклевских (1890—1893) в агрогородке Красный Берег Жлобинского района Гомельской области Белоруссии.
- Церковь Святителя Николая Чудотворца и церковь Казанской иконы Божией Матери в с. Ушаки (Тосненский район, Ленинградская область)[8].